# واودهرلند
واودهرلند (به فرانسوی: Vaudherland) یک کمون در فرانسه است که در Canton of Gonesse واقع شده‌است.

## خصوصیات
واودهرلند ۰٫۰۹ کیلومترمربع مساحت و ۹۲ نفر جمعیت دارد.